# Hysteropterum asiaticum
Hysteropterum asiaticum är en insektsart som beskrevs av Lethierry 1878. Hysteropterum asiaticum ingår i släktet Hysteropterum och familjen sköldstritar. Inga underarter finns listade i Catalogue of Life.